# Бегли, Эд (младший)
Эдвард Джеймс «Эд» Бегли-младший (англ. Edward James "Ed" Begley, Jr., род. 16 сентября 1949, Лос-Анджелес) — американский актёр и защитник окружающей среды. Наиболее известной его ролью является доктор Виктор Эрлих из телесериала Сент-Элсвер. За работу над этой медицинской драмой он в течение шести лет выдвигался на премию «Эмми», а также получил номинацию на «Золотой глобус». Среди его последних работ можно отметить Жизнь с Эдом, реалити-шоу о здоровом образе жизни и защите окружающей среды.

## Молодость
Родился в Лос-Анджелесе, штат Калифорния, в семье Эллен Джинн Сандерс. Он был внебрачным сыном оскароносного актёра Эда Бегли, женатого тогда на другой женщине, Аманде Хафф. Бегли вырос в городе Буффало, штат Нью-Йорк. Он учился в соседней деревне Льюистоун в кадетской школе Stella Niagara Education Park. В 1962 году семья переехала в Калифорнию, где будущий актёр окончил среднюю школу Нотр-Дам в Шерман-Оуксе и Los Angeles Valley College в Северном Голливуде.

## Карьера
Эд Бегли-младший впервые появился на телеэкранах в 1967 году в одном из эпизодов сериала Мои три сына. Он был приглашённой звездой в сериалах Мод, Седьмое небо, Замедленное развитие и Клиент всегда мёртв и исполнил главные роли в сериалах Королевский госпиталь и Сент-Элсвер. Исполнил роль сержанта Гринбина в оригинальном сериале Звёздный крейсер «Галактика», Бобу Фетта в радиопостановке шестого эпизода «Звёздных войн» и исполнил роль Сета Джиллетта, сенатора-демократа от Северной Дакоты в телевизионной драме Западное крыло. Сыграл начальника Загадочника в фильме «Бэтмен навсегда» (1995, в титрах не указан). С 2000 года входит в Совет управляющих Академии кинематографических искусств и наук.
Также сыграл в фильмах «Под покровом ночи» (1977), «Синие воротнички» (1978), «Направляясь на юг», «Элвис» (роль Доминика Джозефа Фонтаны), «Аэропорт-79: «Конкорд»» (все — 1979), «Частные уроки» (1981), «Люди-кошки» (1982, роль Джо Крейга), «Это — Spinal Tap», «Улицы в огне» (оба — 1984), «Амазонки на Луне» (1987), «Турист поневоле» (1988), «Дьяволица» (1989), «Семейство Эпплгейтов» (1990), «Даже девушки-ковбои иногда грустят» (1993), «Повелитель страниц», «Жадность», «Мохнатый пёс», «Человек эпохи Возрождения» (все — 1994), «Чокнутая нянька» (1995), «Песочные часы» (1996), «Вирус любви», «Анатомия порока» (оба — 2001), «Странные родственники» (2006), «Ананасовый экспресс», «Мухнём на Луну» (оба — 2008), «Будь что будет» (2009), «Шевели ластами!» (2010), «Сколько у тебя...?» (2011) и некоторых других.
Он также сыграл эпизодические роли в сериалах Клиника, Детектив Монк, Перлы моего отца, Юристы Бостона и Звёздный путь: Вояджер и третьем сезоне Вероники Марс. Сыграл юриста Дэвида Бойса в телефильме HBO «Пересчёт» (2008), рассказывающем о подсчёте голосов на выборах президентов США в 2000 году.
В 2003 году Бегли написал и поставил мюзикл Сезар и Рубен. Его премьера состоялась в театре El Portal в Лос-Анджелесе. Спустя четыре года спектакль повторили вновь.
С 2008 года снимается в рекламе компании DirecTV.

## Личная жизнь
В документальном сериале Celebrity Close Calls было рассказано, что Бегли чуть не погиб во время ограбления в 1972 году. Напавшая на актёра уличная банда подростков избила его. Позже они были задержаны полицией.
Впервые он женился 31 октября 1976 года на Ингрид Тейлор. Их первый ребёнок, дочь Аманды Бегли, родился 3 октября 1977 года. Их второй ребёнок, сын Николас Тейлор Бегли, родился 4 января 1979 года. Они развелись в октябре 1989 года. Его второй женой стала Рэйчел Карсон. Их свадьба состоялась 23 августа 2000 года в Лас-Вегасе. У них есть дочь Хейден.

## Активизм

### Экология
С 1970 года Бегли занимается проблемами окружающей среды. Тогда он купил свой первый автомобиль на электричестве, похожий на гольф-кар Taylor-Dunn, занялся переработкой отходов и стал веганом. Он продвигает такие экологически чистые продукты, как Toyota Prius, биотуалеты Envirolet и Лучшие чистящие средства Бегли.
Его дом площадью 147,3 м² обслуживается солнечными батареями и ветровой турбиной. За электричество Бегли платит лишь 300 $ в год. Как утверждал Бегли, пригородный газон в Южной Калифорнии экологически неустойчив, особенно из-за нехватки воды в период засухи, поэтому на его газоне находятся лишь обычные для данной среды растения. Несмотря на то, что использует электровелосипед и общественный транспорт, он является владельцем электромобиля Toyota RAV4 EV.
Его гибридный электрический велосипед часто появляется в шоу Бегли, Жизнь с Эдом. В эпизоде Симпсонов Homer to the Max подшучивают над отношением Бегли к природе: он едет на экологически чистом карте, приводящемся в движение «моим самодовольством». Позже он появляется в другой части мультсериала, Gone Maggie Gone, в котором актёр находится за рулём автомобиля на солнечных батареях. Во время солнечного затмения она останавливается на железнодорожных путях, по которым идёт поезд, но и он останавливается, так как тоже работает на электрических батареях.
Бегли появился в День Земли на передаче Цена удачи. Он объявил товары на витрине: электровелосипед, гольф-кар на солнечных батареях и Toyota Prius.
Бегли является автором книг об экологии Living Like Ed: A Guide to the Eco-Friendly Life (2008) и Ed Begley, Jr.'s Guide to Sustainable Living: Learning to Conserve Resources and Manage an Eco-Conscious Life (2009).
Он принадлежит к таким экологическим организациям, как Environmental Media Association, Santa Monica Mountains Conservancy, The American Oceans Campaign, League of Conservation Voters, Environmental Research Foundation, Walden Woods Project, Thoreau Institute, Earth Communications Office, Solar Living Institute, Tree People, Friends of the Earth, Green Wish Inc,Orang Utan Republik.
В 2007 году Бегли и его жена Рэйчел Карсон стали главными героями реалити-шоу Жизнь с Эдом. За защиту окружающей среды он получил учреждённую Американским еврейским конгрессом премию энергетической независимости имени Томаса Алвы Эдисона. Церемония награждения произошла в ноябре 2007 года.

### Политика
Бигли был членом консультативного комитета группы 2004 Racism Watch, основанном актёром и общественным деятелем Эдвардом Аснером. Это объединение было создано в ответ на президентскую кампанию Джорджа Буша-младшего, в которой, как они утверждали, имелось поощрение расизма.